# 庄資昭
庄 資昭（しょう すけあき）は、南北朝時代から室町時代前期の備中国小田郡（現岡山県倉敷市）出身の武将。通称は小六郎（別系図では小太郎）。猿掛城主。

## 概要
系図には庄資政の後に名が記されているが、実父は庄資氏（幸山城2代城主）と見られ、資政（資氏の弟）は義父と考えられる。資氏と資政は、共に南朝に属して活躍した武将である。資昭の子息は、庄氏貞と庄資定が見られる。系図に「資定 信濃」とある事から、子息の1人は東へ移住したものと見られる。
系図の記述によれば、永和3年（1377年）に朝鮮国使が来た時、足利義満の執事である細川右京大夫よりの被命で、馳走役になったとある。明徳3年（1392年）に南北朝廷が和睦し、南帝が入洛すると、義満により供奉の将となる。また、応永23年（1416年）の上杉禅秀の乱の時には、畠山満家（尾張守）に従軍した功があると記されている。
別系図の伝承によれば、「後時資（ときすけ）」とあり、庄時資に改名したと見られる。また、資昭の曾孫の代までは猿掛城主とあり、それ以後は松山城主と記されている。

## 参考資料
- 『児玉町史 中世資料編』